# Тайфунник атлантичний
Тайфу́нник атлантичний (Pterodroma incerta) — вид буревісникоподібних птахів родини буревісникових (Procellariidae). Мешкає в південній частині Атлантичного океану.

## Опис
Атлантичний тайфунник — великий морський птах, середня довжина якого становить 43 см. Верхня частина тіла і верхня частина грудей рівномірно темно-шоколадно-коричневі, голова сірувато-коричнева. Нижня частина грудей і живіт контрастно білі. Надхвістя, гузка і нижні покривні пера хвоста коричневі, нижня сторона крил рівномірно коричнева. На відміну від інших тайфунників, атлантичні тайфунники іноді махають крилами в польоті. Тривалість життя цих птахів становить 15 років.

## Поширення і екологія
Атлантичні тайфунники гніздяться лише на острові Гоф в архіпелазі Тристан-да-Кунья у південній Атлантиці. Вони не гніздяться на острові Найтінгел, де відсутнє підходяще середовище гніздування, а також, ймовірно, на острові Неприступний, хоча там може гніздитися невелика група птахів. Поширення їх на острові Тристан-да-Кунья невизначене; у 1972–1974 роках гніздова популяція цього острова оцінювалася у 100-200 пар, і можливо, деякі поодинокі пари продовжують там гніздитися. Під час негніздового періоду атлантичні тайфунники зустрічаються від західного узбережжя ПАР і Намібії до східного узбережжя Бразилії, Уругваю і Аргентини, причому більшість птахів спостерігалися на захід від місць гніздування, в зоні субтропічної конвергенції.
Атлантичні тайфунники живляться переважно кальмарами, які, за деякими дослідженнями, складають до 87% їх раціону, а також рибами з родини міктофових, які вночі підіймаються до поверхні океану, деякими іншими рибами і ракоподібними. Шукають їжу переважно вночі. Гніздяться в норах, виритих у торф'яному ґрунті, серед чагарників і заростей папороті, на висоті 50-300 м над рівнем моря над рівнем моря на острові Гоф і (раніше) на висоті до 700 м над рівнем моря на Тристан-да-Куньї.

## Збереження
МСОП класифікує цей вид як такий, що перебуває під загрозою зникнення. За оцінками дослідників, гніздова популяція острова Гоф становить приблизно 860 гніздових пар. Успішність розмноження птаха становить лише 25%. Атлантичним тайфунникам загрожує хижацтво з боку інтродукованих щурів і мишей, а також потужні циклони. На них паразитують пір'яні кліщі Microspalax atlanticus. На Тристан-да-Куньї проводяться заходи зі збереження цих птахів та зі знищення популяції мишей.